# Всеобщее священство
Всео́бщее свяще́нство — фундаментальный принцип протестантской теологии, согласно которому любой христианин может предстоять на богослужении и в таинствах, а также может принять исповедь. Впервые изложена в трактате Мартина Лютера «К христианскому дворянству немецкой нации» (1520). В качестве обоснования доктрины «всеобщего священства» приводятся слова апостола Петра:

вы — род избранный, царственное священство
— 1Пет. 2:9
В основе доктрины лежит отрицание разделения церкви на мирян и священство. Мартин Лютер утверждал, что Иисус Христос дал власть ключей всем своим последователям, а не одной какой-либо фракции особо приближённых:
Всякий крестившийся может считать себя уже посвящённым в священники.
 Вместе с тем Лютер предостерегал, чтобы никто не становился пастором самочинно, но только по избранию общиной.
В исторических церквях термин «всеобщее священство» трактуют иначе:
Вся община верующих как таковая — священническая. Верные осуществляют своё священство крещёных участием — каждый согласно своему собственному призванию — в миссии Христа, Священника, Пророка и Царя. Таинствами Крещения и Миропомазания верные «посвящаются в (…) священство святое»Катехизис Католической церкви, § 1546

## Примечание
1. ↑  Лютеранин Владимир Пудов отвечает на вопросы «Религии и СМИ». Дата обращения: 3 февраля 2009. Архивировано 1 ноября 2009 года.
2. 1 2  Павел Евдокимов. Всеобщее священство мирян в восточной традиции (недоступная ссылка)
3. ↑  прот. Николай Афанасьев, Служение мирян в Церкви. Архивная копия от 2 августа 2016 на Wayback Machine Париж, 1955.